# Oecetis spinosa
Oecetis spinosa là một loài Trichoptera trong họ Leptoceridae. Chúng phân bố ở miền Cổ bắc.